# Ioamnet Quintero
Ioamnet Quintero Alvarez (ur. 8 września 1972 w Cerro w Hawanie) – kubańska lekkoatletka, skoczkini wzwyż. Medalistka olimpijska z Barcelony (1992) oraz olimpijka z Atlanty (1996) i Sydney (2000).
Na igrzyskach olimpijskich w Barcelonie w 1992 zdobyła brązowy medal. Ma w swoim dorobku również tytuł mistrzyni świata (Stuttgart 1993). Do jej osiągnięć należą także dwa złote medale igrzysk panamerykańskich (1991, 1995). W 1992 w Hawanie zwyciężyła w konkursie skoku wzwyż lekkoatletycznego pucharu świata. Ośmiokrotnie była mistrzynią Kuby (1990, 1991, 1992, 1993, 1995, 1996, 2000, 2001).
5 marca 1993 ustanowiła w Berlinie swój halowy rekord życiowy, skacząc 2,01 m. Jej rekord życiowy na otwartym stadionie, który wynosi 2,00 m, ustanowiła 7 sierpnia 1993 w Monako.